# فلوید بنت
فلوید بنت (به انگلیسی: Floyd Bennett) هوانورد آمریکایی بود که ریچارد برد را در سفرهای اکتشافیش به قطب شمال در سال ۱۹۲۶ همراهی نموده و خلبانی هواپیمای او را بر عهده داشت.

## زندگی‌نامه
بنت در اکتبر سال ۱۸۹۰ در وارنزبرگ، نیویورک زاده شد. او تا پیش از شروع جنگ جهانی اول مکانیک اتومبیل بود اما در ۱۹۱۷ به استخدام نیروی دریایی درآمد و پس از آن با شرکت در مدرسهٔ خلبانی به یادگیری پرواز پرداخت. بنت در یکی از پروازهای تحقیقاتی ریچارد ای. برد به گرینلند در ۱۹۲۵ او را همراهی نمود و در این سفر بود که قابلیت‌های بنت در خلبانی مورد توجه برد قرار گرفت.
ریچارد برد در ۱۹۲۶، بنت را به عنوان خلبان مورد نظر خود برای پرواز به قطب شمال معرفی نمود. آنها در نهم مه همان سال پرواز خود را با یک هواپیمای فوکر سه موتوره که آن را جوزفین فورد نامگذاری کرده بودند آغاز نمودند و همان روز به پایگاه هوایی خود در اسپیتزبرگن بازگشتند. در آمریکا از بنت و برد با عنوان قهرمان استقبال شد و بنت مدال افتخاری را دریافت نمود اما خبرنگاران اروپایی با توجه به مدت کوتاه سفر آنها شک داشتند که آن دو اصلاً به قطب شمال رسیده باشند. یادداشت‌های نوشته‌شده در دفترچهٔ خاطرات ریچارد برد در رابطه با این پرواز که بعدتر پیدا شد نیز چنین نشان می‌دهد که احتمالاً آن دو نتوانسته‌اند که به قطب شمال برسند.
برد و گروهش در سال ۱۹۲۷ کاندیداهای اصلی بردن جایزهٔ بزرگ اورتگ برای نخستین پرواز بدون توقف بین فرانسه و ایالات متحده بودند. برد در این پرواز نیز فلوید بنت را به عنوان خلبان خود معرفی کرده بود. این‌بار هواپیمای بنت یک فورد سه موتوره به نام آمریکا و با باری سنگین بود که طی یک پرواز آزمایشی و زمانی که بنت به تنهایی خلبانی آنرا برعهده داشت، به هنگام بلند شدن از زمین دچار سانحه شد و به سختی آسیب دید. خود بنت نیز در این حادثه دچار جراحات جدی شد. شکست برد و بنت در این پرواز سبب شد تا چارلز لیندبرگ با پروازی بدون توقف ازلانگ آیلند نیویورک در آمریکا به پاریس در فرانسه، جایزهٔ اورتگ را کسب نماید.
فلوید بنت در ۲۵ آوریل ۱۹۲۸ بر اثر ابتلا به ذات‌الریه در کبک در کانادا درگذشت و در گورستان ملی آرلینگتون به خاک سپرده شد.

## تقدیرها
دو فرودگاه در شهر نیویورک به افتخار فلوید بنت به نام او نامگذاری شده‌اند که عبارتند از فلوید بنت فیلد که نخستین فرودگاه وابسته به شهرداری شهر نیویورک است و فرودگاه فلوید بنت مموریال که در نزدیکی محل تولد او در کوئینزبری نیویورک واقع شده‌است. نیروی دریایی آمریکا نیز یکی از ناوشکنهایش را به افتخار او یواس‌اس بنت نامگذاری کرده‌است. همچنین ریچارد برد نیز هواپیمای فورد سه موتوره‌اش را در پرواز به قطب جنوب در سال ۱۹۲۹، فلوید بنت نام‌گذاری نمود.